# Cassa Centrale Banca - Credito cooperativo italiano
Cassa Centrale Banca - Credito Cooperativo Italiano S.p.A. è la capogruppo del Gruppo Cassa Centrale, al quale aderiscono 65 Banche di Credito cooperativo, Casse rurali e Raiffeisenkassen.
La riforma del credito cooperativo in Italia, diventata legge con la conversione da parte del Parlamento del decreto-legge del 14 febbraio 2016, nº 18, impone a ogni banca di credito cooperativo di aderire a un Gruppo bancario (parimenti a vocazione cooperativa) come condizione necessaria per avere l'autorizzazione all'esercizio dell'attività bancaria.
La riforma prevede che tutte la banche aderenti al Gruppo rimangano titolari del proprio patrimonio e che mantengano gradi di autonomia gestionale in funzione del livello di rischio, nell'ambito di indirizzi strategici precisi e nel perimetro degli accordi operativi concordati con la Capogruppo, della quale detengono la maggioranza del capitale.
La riforma ha avuto come obiettivo quello di modernizzare l'articolazione del credito cooperativo italiano, preservandone le caratteristiche di partecipazione e autonomia.

## Storia
Cassa Centrale Banca nasce il 28 febbraio 1974 a Trento con il nome Cassa Centrale delle Casse Rurali Trentine S.p.A., intesa quale banca di secondo livello che offre prodotti e servizi alle banche di credito cooperativo.
Nel 1999 vengono stipulati i primi accordi tra le Federazioni di Trentino, Veneto e Friuli-Venezia Giulia e vengono sviluppati i primi partenariati con delle banche al di fuori della provincia di Trento.
Il 12 settembre 2002, Cassa Centrale delle Casse Rurali Trentine S.p.A. cambia denominazione diventando Cassa Centrale delle Casse Rurali Trentine e delle Banche di Credito Cooperativo del Nord Est S.p.A., estendendo la base sociale alle BCC del Veneto e del Friuli-Venezia Giulia.
Il 13 giugno 2007 L'assemblea straordinaria approva la nuova denominazione Centrale Banca - Credito Cooperativo del Nord Est S.p.A, sancendo di fatto la natura ormai sovra-regionale della banca.
Il 14 febbraio 2016 entra in vigore la legge 49/2016 e prende forma il progetto di costituzione del Gruppo bancario cooperativo Cassa Centrale Banca.
Il 13 novembre 2017 nasce il Gruppo Bancario Cassa Centrale Banca composto dalla Centrale Finanziaria del Nord Est S.p.A. a cui si aggiungerà l'ingresso di Centrale Leasing Nord Est S.p.A.: l'assemblea straordinaria dei soci approva l'aumento di capitale sociale, permettendo la costituzione di un patrimonio netto superiore al miliardo di euro come soglia minima affinché l'istituto possa assumere il ruolo di Capogruppo.
L'11 dicembre 2017, Cassa Centrale Banca annuncia di aver concluso l'aumento di capitale sociale richiesto dalla legge a garanzia di tutti gli investimenti da affrontare per la trasformazione del Gruppo.
Il 2 agosto 2018 Cassa Centrale Banca riceve l'autorizzazione ufficiale di Banca d'Italia e BCE alla formazione del Gruppo, la cui nascita viene ufficializzata il 1 gennaio 2019 con ragione sociale Gruppo Cassa Centrale – Credito Cooperativo Italiano S.p.A.
Il 1 gennaio 2019 nasce il Gruppo bancario cooperativo Cassa Centrale Banca.

## Azionisti e soci cooperatori
Al 31 dicembre 2024, il 95,11% del capitale di Cassa Centrale Banca – Credito Cooperativo Italiano risulta detenuto direttamente o indirettamente dalle Banche di Credito Cooperativo, Casse Rurali, Raiffeisenkassen del Gruppo.
Sottoscrivendo l’aumento di capitale, le banche hanno permesso il raggiungimento dei requisiti minimi di capitale richiesti dal provvedimento di riforma del credito cooperativo in Italia.
Gli istituti affiliati perseguono il principio della mutualità con l’obiettivo di erogare prodotti e servizi ai soci cooperatori a condizioni che possano essere il più vantaggiose possibile. 
I soci cooperatori sono espressione del territorio, ed esercitano il loro ruolo seguendo il principio del voto capitario “una testa un voto”, a prescindere dall'entità della partecipazione posseduta. 
A fine 2024 le banche affiliate a Cassa Centrale contano 490.000 soci cooperatori, di cui il 92% è rappresentato da persone fisiche.

## Struttura del Gruppo
Il Gruppo Cassa Centrale risulta composto dalla Capogruppo Cassa Centrale Banca, che esercita funzioni di controllo, indirizzo, direzione e coordinamento nei confronti delle banche affiliate. Vi sono poi le società, controllate direttamente o indirettamente dalla Capogruppo, operanti nel campo dell'ICT e del back office, del leasing, del credito al consumo, dell'immobiliare, delle assicurazioni, della gestione del risparmio, che erogano servizi alle banche del Gruppo. 
Alla base della costituzione del Gruppo vige un accordo contrattuale tra la Capogruppo e le singole banche: il contratto di coesione, che disciplina i reciproci doveri e le responsabilità, i diritti e le garanzie solidali derivanti dall'appartenenza al Gruppo delle singole entità e della Capogruppo.
Il contratto di coesione prevede che la Capogruppo eserciti un ruolo di coordinamento e controllo nei confronti delle banche aderenti, nel rispetto del principio della mutualità, che caratterizza il credito cooperativo, e del principio di proporzionalità, esercitato in funzione dello stato di salute delle banche aderenti (approccio risk based).
La Capogruppo vigila affinché i modelli di business siano coerenti con i principi cooperativi assicurando che le banche del Gruppo presidino il territorio mettendo a frutto la conoscenza delle dinamiche economiche e sociali dei propri soci e clienti.
La Capogruppo è impegnata inoltre a salvaguardare la stabilità del Gruppo e di ogni suo singolo componente.
Il contratto prevede inoltre la garanzia in solido delle obbligazioni assunte da Cassa Centrale e dalle banche del Gruppo.
Nell'accordo di garanzia sono infine presenti specifici meccanismi di sostegno finanziario tra le banche affiliate in caso di necessità.

## Società del Gruppo[10]
Le società che fanno parte del Gruppo Cassa Centrale – Credito Cooperativo Italiano operano in diversi ambiti di attività: ICT e back office, assicurazioni, immobiliare, leasing, gestione del risparmio, credito al consumo. 
- Allitude: nata nel 2020 dall'integrazione di Phoenix Informatica Bancaria, Servizi Bancari Associati (SBA), Centro Sistemi Direzionali (CSD), Informatica Bancaria Trentina (IBT), Bologna Servizi Bancari (BSB) e Centro Servizi Veneto (CESVE), Sibt e Ibfin, è la società specializzata in servizi di outsourcing informatico e di back office per le banche, sia del Gruppo che clienti esterni;
- Assicura Agenzia e Assicura Broker: nate nel 2013 dalla fusione di due realtà territoriali specializzate nella distribuzione di prodotti assicurativi, Assicura Agenzia offre servizi assicurativi sull'intero territorio nazionale mentre Assicura Broker controllata al 100% da Assicura Agenzia è specializzata nella consulenza e nella gestione dei rischi;
- Centrale Soluzioni Immobiliari: in liquidazione;
- Centrale Trading: in liquidazione;
- Claris Leasing: società operante nel campo del leasing e del noleggio a lungo termine con la controllata Claris Rent S.p.A. (costituita il 18.12.2019);
- Claris Rent: controllata al 100% da Claris Leasing è una società che si occupa di noleggio a lungo termine per la mobilità e la locazione operativa di beni strumentali;
- NEAM (Nord Est Asset Management S.A.): società di diritto lussemburghese di asset management interamente partecipata da Cassa Centrale Banca, amministra il Fondo NEF attraverso una delega di gestione dei diversi comparti a primarie società internazionali;
- Prestipay: società specializzata nel credito al consumo nata per rispondere alle esigenze delle famiglie clienti e della clientela privata delle Banche del Gruppo Cassa Centrale.

## Posizionamento di mercato
Al 31.12.2024 il Gruppo Cassa Centrale – Credito Cooperativo Italiano annovera 65 Banche Affiliate – Banche di Credito Cooperativo, Casse Rurali, Raiffeisenkassen – per un totale di 1491 sportelli in tutta Italia, più di 12 mila collaboratori e 490.000 Soci Cooperatori, . 
Opera dal 2019 in seguito alla riforma del Credito Cooperativo. Il Gruppo consta della Capogruppo Cassa Centrale, delle Banche Affiliate, e delle società controllate. Al 31.12.2024 l’esposizione creditizia netta assomma a 48,6 miliardi, e la raccolta complessiva a 122 miliardi (73 di raccolta diretta e 49 di raccolta indiretta, di cui 28,17 miliardi di risparmio gestito e assicurativo), con un patrimonio netto consolidato di 9,38 miliardi di Euro.
Il suo CET1 ratio è pari al 26,8%. 

## Dati finanziari
Ecco la tabella con i dati finanziari del gruppo 
| Anno | Margine di intermediazione (in milioni di €) | Utile di esercizio (in milioni di €) | Totale dell'attivo (in milioni di €) | Patrimonio netto (in milioni di €) |
| ---- | -------------------------------------------- | ------------------------------------ | ------------------------------------ | ---------------------------------- |
| 2024 | 3.035                                        | 1.168                                | 87.037                               | 9.380                              |
| 2023 | 2.834                                        | 861                                  | 89,6                                 | 8,22                               |
| 2022 | 2.515                                        | 560                                  | 92.836                               | 7.200                              |
| 2021 | 2.335                                        | 333                                  | 91.150                               | 6.975                              |
| 2020 | 2.263                                        | 245                                  | 86.797                               | 6.721                              |

## Sedi e filiali[1]
Cassa Centrale e le Società controllate possiedono in Italia 11 sedi sul territorio di Trento (sede della Capogruppo), Bari, Bologna, Brescia, Cuneo, Milano, Padova, Palazzolo sull'Oglio (Allitude), Roma, Udine, Treviso (Claris Leasing), Vicenza (Claris Rent). NEAM, Invece, ha la propria sede in Lussemburgo. 

### Elenco numero banche per regione
| Regioni               | Banche |
| --------------------- | ------ |
| Abruzzo               | 1      |
| Calabria              | 2      |
| Campania              | 3      |
| Emilia-Romagna        | 7      |
| Friuli-Venezia-Giulia | 4      |
| Lazio                 | 5      |
| Lombardia             | 6      |
| Marche                | 1      |
| Piemonte              | 6      |
| Puglia                | 7      |
| Sicilia               | 3      |
| Toscana               | 1      |
| Trentino-Alto Adige   | 13     |
| Umbria                | 1      |
| Valle d'Aosta         | 1      |
| Veneto                | 4      |
| Totale complessivo    | 65     |